# Svante Palm
Sven "Svante" Palm, född 31 januari 1815 i Bästhult, Barkeryds socken, död 22 juni 1899 i Austin, Texas, var en svenskamerikansk affärsman och bibliofil.
Svante Palm var son till lantbrukaren Anders Johansson. Han erhöll viss läsundervisning hos socknens klockare, och ägnade sig därefter åt egenstudier i olika ämnen. Från 1830 hade han anställningar som skrivbiträde och fogdeskrivare. Han var därefter landskanslist i Jönköping och hovrättskommissarie i Kalmar. Samtidig redigerade han 1841–1844 den liberala tidningen Calmar-Posten. Som sådan råkade han ut för den svenska censuren och bestämde sig för att emigrera till USA. Han slog sig ned i Texas, först i La Grange, där han 1846–1850 var postmästare, och därefter i Austin, där han stannade till sin död. Där ägnade han sig åt affärsverksamhet och skötte bland annat sin systerson Svante Swensons företag medan denne vistades Mexiko. Palm tilldelades en rad förtroendeuppdrag, bland annat var han ålderman och fredsdomare samt från 1866 svensk-norsk vicekonsul. Palm förvärvade med tiden ett stort bibliotek om omkring 30 000 band, där särskilt svensk litteratur var rikt representerad. Under sina sista 20 år ägnade han sig vid sidan av konsulsbefattningen, huvudsakligen åt sina bibliofila intressen samt åt trädgårdsskötsel. Sitt bibliotek skänkte han slutligen till statsuniversitetet i Austin. Han blev filosofie hedersdoktor vid Bethany College i Lindsborg.